# Dolomedes ohsuditia
Espèce
Dolomedes ohsuditia est une espèce d'araignées aranéomorphes de la famille des Dolomedidae.

## Distribution
Cette espèce est endémique du Japon.

## Description
La femelle holotype mesure 25 mm.

## Systématique et taxinomie
Cette espèce a été décrite par Kishida en 1936.

## Publication originale
- Kishida, 1936 : « A synopsis of the Japanese spiders of the genus Dolomedes. » Acta Arachnologica, vol. 1, no 4, p. 114-127.